# Étaule
Étaule je francouzská obec v departementu Yonne, v regionu Burgundsko-Franche-Comté. V roce 2008 zde žilo 414 obyvatel.

## Poloha
Obec leží 3 km na sever od města Avallon. Sousedí s obcemi: Thory (S), Provency (SV), Sauvigny-le-Bois (JV), Avallon (J), Annéot (JZ), Annay-la-Côte (Z) a Lucy-le-Bois (SZ).